# Fagerskrapan

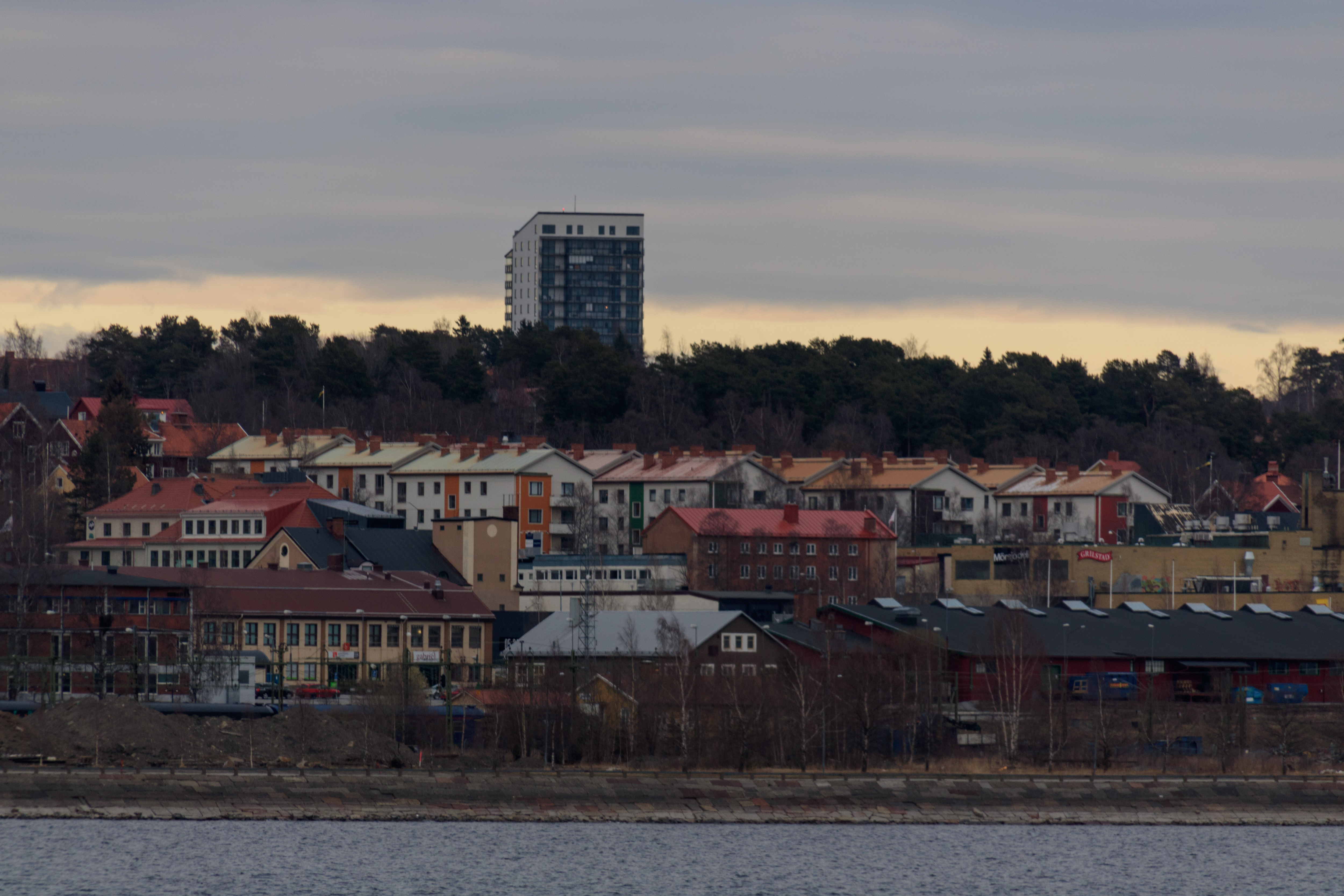
Fagerskrapan sticker upp ovanför övrig bebyggelse

Fagerskrapan är ett 16 våningar högt bostadshus vid Fagerbacken i Östersund. Byggnaden är det högsta bostadshuset i Jämtland och ett av de högsta bostadshusen i Norrland.  Huset, med sina 56 lägenheter, är ritat av Gisteråsjöstrand Arkitektur och invigdes i november 2014. Byggkostnaden var beräknad till ungefär 110 miljoner kronor och byggnaden är certifierad enligt miljöbyggnad silver.